# Acétate de chrome(II)
L'acétate de chrome(II) dihydraté est un composé de formule Cr2(CH3COO)4(H2O)2.